# Dragon (art martial)
Pour les articles homonymes, voir Dragon.
 (mai 2017).

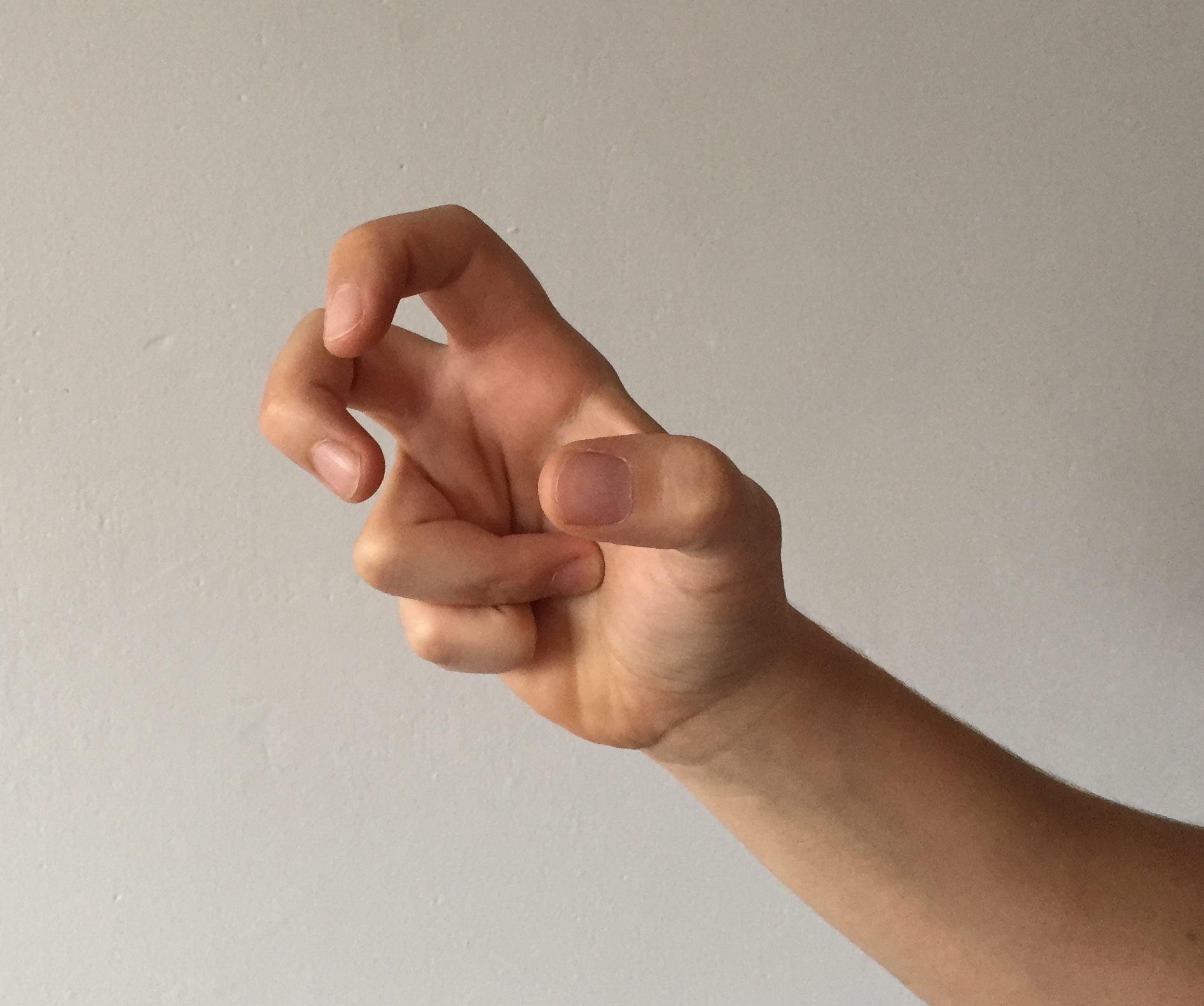
Position des doigts du pratiquant du style du dragon.

Le dragon (en chinois : 龙拳 Long quan) est, dans les arts martiaux, une figure de style imitant le dragon mythique.

## Technique
Le style du dragon est représenté par : l'action des hanches et de la colonne vertébrale, la combinaison de saisie (en chinois Chin-Na) et de frappe avec les « griffes du dragon ».  C'est un style très complet qui se caractérise par sa férocité (comme dans le style du tigre), sa fluidité (comme dans le style du serpent), sa prestance et sa puissance. Avant d'être maîtrisé, il demande beaucoup de pratique. Il sait encaisser les coups et les attaques se font avec le pouce, l’index et le majeur pour arracher ou saisir (et parfois avec la base du poignet).